# Yamal-Europe
Pour les articles homonymes, voir Yamal.
Le Yamal-Europe est un gazoduc d'environ 4 000 km qui relie les gisements gaziers de la péninsule russe de Yamal à l'Europe de l'Ouest en traversant successivement la Biélorussie et la Pologne d'est en ouest.

## Histoire
Sa construction a débuté en 1994, et il a atteint sa capacité maximale d'exploitation de 32,9 milliards de mètres cubes en 2006.
En 2019, dans le cadre des plans de la Pologne pour devenir indépendante énergétiquement de la Russie, Piotr Wozniak, président de PGNiG, a déclaré : « La stratégie de l'entreprise consiste simplement à oublier les fournisseurs de l'Est et en particulier Gazprom. » PGNiG a l'intention de diversifier ses approvisionnements principalement en passant à des approvisionnements en gaz naturel liquéfié (GNL) importés du Qatar, des États-Unis et La Norvège, et peut-être un gazoduc vers la Norvège, ce qui réduirait considérablement l'importance de l'approvisionnement via le gazoduc de Yamal.
Le transit sur la section polonaise du gazoduc vers l'Europe occidentale était jusqu'au 18 mai 2020 autorisé par un accord de transit à long terme avec Gazprom. Depuis lors, conformément au règlement NC 2017/459 sur les mécanismes d'allocation des capacités de l'UE, le transit est proposé à toutes les parties sur une base annuelle, trimestrielle, mensuelle, quotidienne et intrajournalière. En juillet 2021, Gazprom a décidé de ne pas réserver de contrat annuel, ce qui a fait craindre que Gazprom n'envisage plus d'utiliser le gazoduc toute l'année comme voie de transport de gaz vers l'Europe.
Le gazoduc a fermé en 2022 et en 2023, la Pologne a repris les 48 % des actions de Gazprom, qui étaient gelées par les sanctions, dans le gazoduc.

## Installations
Le Yamal-Europe est un gazoduc de près de 4 000 km, part de Torjok, en Russie, où il est relié au Northern Tyumen Region (SRTO), un autre gazoduc partant de la péninsule de Yamal. Il traverse ensuite la Pologne et la Biélorussie, jusqu'à son arrivée en Allemagne où il est relié au YAGAL-Nord, à Lebus, près de Francfort-sur-l'Oder.
Au total, 14 stations de compressions sont installées sur le trajet. La section  polonaise est longue de  683 km, la biélorusse de 575 km, la russe jusqu'à Torzhok 402 km, de Torzhok à Ukhta 970 km, de Ukhta à Bovanenkovo (péninsule de Yamal) 1200 km. Total de la partie russe 2572 km.
Le gazoduc alimente certains pays d'Europe en gaz : l'Allemagne, les Pays-Bas, la Belgique et la Pologne.

## Propriétaires
La partie russe appartient à l'entreprise Gazprom qui l'exploite. Gazprom est aussi le propriétaire de la partie biélorusse, après avoir racheté la compagnie qui la possédait en 2010. La partie polonaise est possédée et exploitée par EuRoPol Gaz S.A., une entreprise créée par les groupes polonais Polish PGNiG (48 % des actions) et Polish Gas-Trading S.A. (4 %), ainsi que Gazprom (48 %). La partie allemande appartient à WINGAS, une entreprise créée par Gazprom et Wintershall Holding GmbH.

## Yamal-Europe II
Yamal-Europe II était un projet de doublement du Yamal I, qui aurait permis à la Russie d'augmenter sa capacité de livraison à l'Europe de 66 à 77 Gm3/an. En plus de cela, le gazoduc aurait dû passer par la Biélorussie, la Pologne et la Slovaquie, évitant ainsi le transit par l'Ukraine, avec qui la Russie entretient des relations tendues.
Mais un autre projet de gazoduc Nord Stream ou North Transgas passant par le fond de la mer Baltique vers l'Allemagne, à partir de 2012, a conduit à l'abandon du projet[réf. souhaitée].
Le projet a été proposé de nouveau en 2013, mais il fut aussi abandonné, à cause de la baisse de la demande en gaz en Europe.

## Environnement
Outre les impacts liés à sa construction, en rendant possible l'importation massive et bon marché de gaz, ce gazoduc contribue à l'émission de gaz à effet de serre en Europe du Nord, d'aucuns arguant que c'est un moindre mal, le gaz polluant moins que le pétrole et le charbon (à service et énergie finale équivalente).